# Station Montbard
Station Montbard is een spoorwegstation in de Franse gemeente Montbard.

## Treindienst
| Serie    | Treinsoort | Route | Bijzonderheden                      |
| -------- | ---------- | --- | ----------------------------------- |
| TGV 6700 | TGV (SNCF) | Paris-Lyon – Montbard – Dijon-Ville – Besançon Franche-Comté TGV – Belfort-Montbéliard TGV – Mulhouse-Ville |                                     |
| TGV 6750 | TGV (SNCF) | Paris-Lyon – Montbard – Dijon-Ville – [ Besançon Franche-Comté TGV – ] / [ Dole-Ville – ] Besançon-Viotte   | Drie treinen per dag, een via Dole. |